# Palm Springs International Airport

i7
i11
i13
Der Palm Springs International Airport (IATA-Code: PSP, ICAO-Code: KPSP) ist der Verkehrsflughafen der amerikanischen Kleinstadt Palm Springs im US-Bundesstaat Kalifornien.

## Lage und Verkehrsanbindung
Der Palm Springs International Airport liegt drei Kilometer östlich des Stadtzentrums von Palm Springs. Die California State Route 111 verläuft östlich des Flughafens. Der Palm Springs International Airport wird durch Busse in den Öffentlichen Personennahverkehr eingebunden. Die Routen 2 und 4 der SunLine halten in der Nähe des Flughafens.

## Geschichte
Vor dem Eintritt der Vereinigten Staaten in den Zweiten Weltkrieg suchte das United States Army Air Corps nach einem trockenen und windstillen Standort für einen Flugplatz. Im Jahr 1939 errichtete das United States Army Corps of Engineers den Flughafen am heutigen Standort. Das Land wurde vom Agua Caliente Band of Cahuilla Indians an die Bundesregierung verpachtet. Im Jahr 1961 verkaufte der Stamm das Land an die Stadt Palm Springs.
Im Jahr 1964 begann mit Flügen von Bonanza Air Lines der kommerzielle Flugbetrieb am als Palm Springs Municipal Airport bezeichneten Flughafen. Von 1965 bis 1967 wurde ein neues Passagierterminal gebaut. Zudem wurde im Jahr 1967 ein neuer Kontrollturm errichtet. Im Jahr 1985 wurde die Start- und Landebahn verlängert, im Folgejahr wurde der Flughafen in Palm Springs International Airport umbenannt. Das Passagierterminal wurde 1991 oder 1992 erweitert; 1992 erfolgte die Errichtung einer Start- und Landebahn für die allgemeine Luftfahrt, heute trägt diese die Kennung 13L/31R. Im Jahr 1999 wurde ein neuer Concourse eröffnet. Im Jahr 2007 erfolgten die Erweiterung der Bereiche für Sicherheitskontrollen. Entweder 2007 oder 2008 wurde der Regional Concourse eröffnet.

## Flughafenanlagen

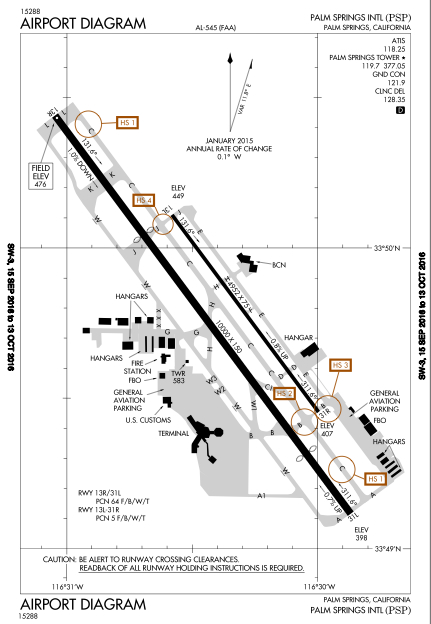
Flughafendiagramm (veraltet)

Der Palm Springs International Airport hat eine Fläche von 376 Hektar.

### Start- und Landebahnen
Der Palm Springs International Airport verfügt über zwei Start- und Landebahnen. Die längste Start- und Landebahn trägt die Kennung 13R/31L, ist 3048 Meter lang und 46 Meter breit. Die parallele Start- und Landebahn 13L/31R ist 1.509 Meter lang und 23 Meter breit. Beide Start- und Landebahnen sind mit einem Belag aus Asphalt ausgestattet.

### Terminal

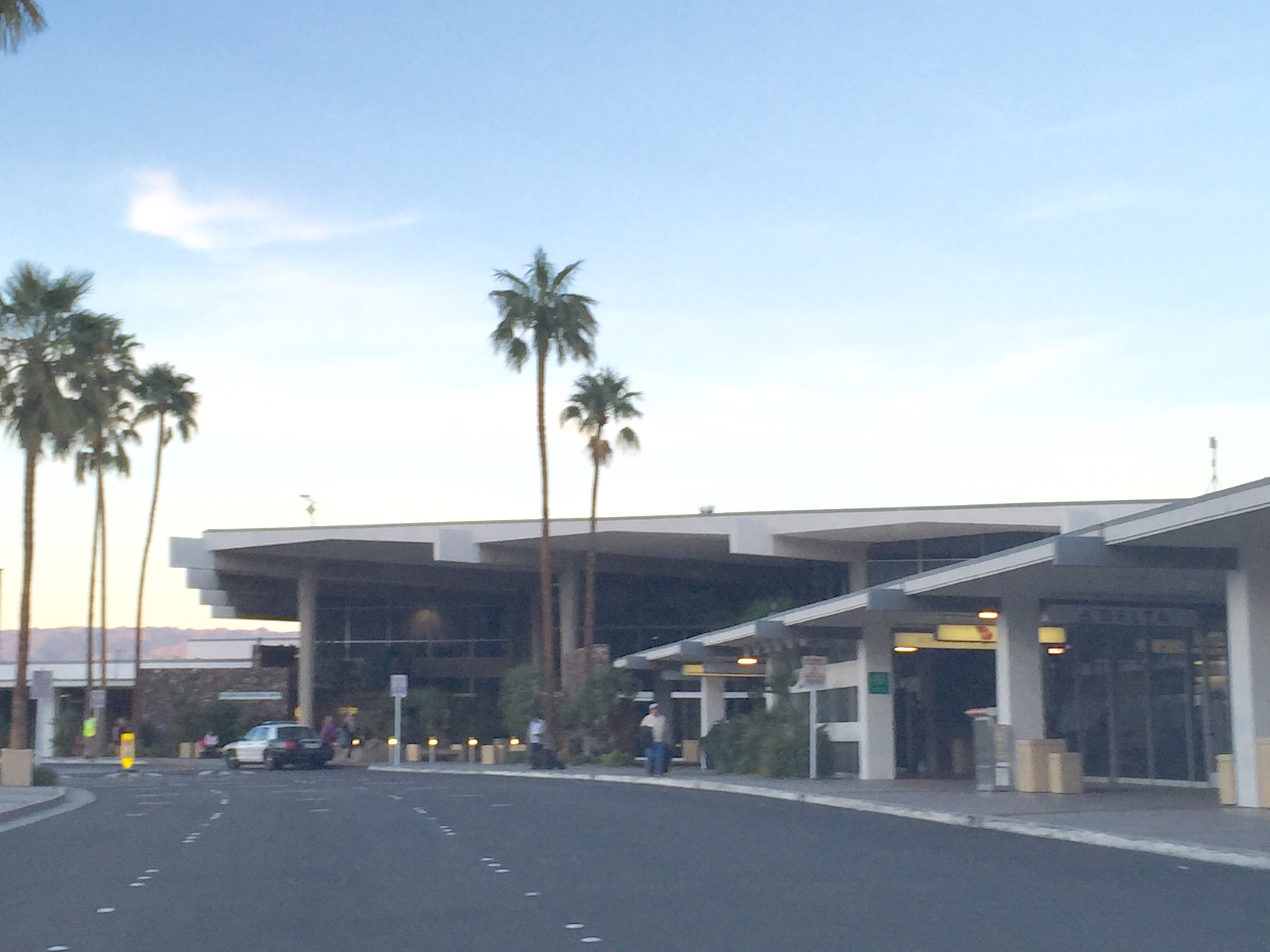
Außenansicht des Terminals

Der Flughafen verfügt über ein Passagierterminal und zwei Concourses. Im Bono Concourse befinden sich acht mit Fluggastbrücken ausgestattete Flugsteige, diese tragen die Nummern 4 bis 11. Im Regional Concourse befinden sich ebenfalls acht Flugsteige, diese sind jedoch nicht mit Fluggastbrücken ausgestattet. Die Flugsteige tragen die Nummern 12 und 14 bis 20.
Das Passagierterminal wurde ursprünglich 1967 eröffnet. 1991 oder 1992 wurde das Terminal erweitert. 1999 wurde der heute als Bono Concourse bezeichnete Concourse eröffnet. 2007 folgte eine Erweiterung der Bereiche für Sicherheitskontrollen. 2007 oder 2008 wurde der Regional Concourse eröffnet.

## Fluggesellschaften und Ziele
Der Palm Springs International Airport wird zurzeit von zahlreichen US-amerikanischen Fluggesellschaften genutzt. Im Jahr 2020 hatte SkyWest Airlines einen Anteil von 30,54 Prozent an den abfliegenden Passagieren, gefolgt von Alaska Airlines mit 20,59 Prozent und American Airlines mit 16,73 Prozent.
Der Palm Springs International Airport wird mit 17 Zielen in den Vereinigten Staaten verbunden, darunter vor allem den großen Drehkreuzen der Fluggesellschaften. Calgary ist derzeit das einzige internationale Ziel.

## Verkehrszahlen
| Jahr | Fluggastaufkommen | Luftfracht (Tonnen) (mit Luftpost) | Flugbewegungen |
| ---- | ----------------- | ---------------------------------- | -------------- |
| 2020 | 1.252.094         |                                    | 43.368         |
| 2019 | 2.563.955         |                                    | 58.579         |
| 2018 | 2.327.018         |                                    | 57.665         |
| 2017 | 2.100.072         | 157                                | 51.810         |
| 2016 | 1.998.206         | 221                                | 55.924         |
| 2015 | 1.888.657         | 297                                | 55.977         |
| 2014 | 1.914.402         | 339                                | 57.307         |
| 2013 | 1.752.180         | 153                                | 54.411         |
| 2012 | 1.727.122         | 133                                | 58.098         |
| 2011 | 1.511.150         | 31                                 | 57.027         |
| 2010 | 1.495.167         | 19                                 | 64.490         |
| 2009 | 1.465.751         | 24                                 | 70.670         |
| 2008 | 1.542.925         | 24                                 | 72.876         |
| 2007 | 1.610.943         | 17                                 | 84.677         |
| 2006 | 1.529.005         | 25                                 | 94.578         |
| 2005 | 1.419.087         | 68                                 | 92.853         |
| 2004 | 1.367.804         | 94                                 | 95.169         |
| 2003 | 1.246.842         | 103                                | 93.068         |
| 2002 | 1.108.695         | 74                                 | 85.243         |
| 2001 | 1.174.592         | 92                                 | 84.018         |
| 2000 | 1.281.073         | 135                                | 95.363         |
| 1999 | 1.273.511         | 132                                | 84.397         |
| 1998 | 1.255.541         | 126                                | 93.180         |

### Verkehrsreichste Strecken
| Rang | Stadt                           | Passagiere | Fluggesellschaft            |
| ---- | ------------------------------- | ---------- | --------------------------- |
| 01   | Seattle/Tacoma, Washington      | 102.530    | Alaska, Delta               |
| 02   | San Francisco, Kalifornien      | 81.140     | Alaska, United              |
| 03   | Dallas/Fort Worth, Texas        | 72.270     | American                    |
| 04   | Phoenix–Sky Harbor, Arizona     | 53.470     | American, Southwest         |
| 05   | Denver, Colorado                | 52.940     | Frontier, Southwest, United |
| 06   | Portland, Oregon                | 33.350     | Alaska                      |
| 07   | Minneapolis, Minnesota          | 30.520     | Delta, Sun Country          |
| 09   | Chicago–O’Hare, Illinois        | 29.700     | American, United            |
| 08   | Salt Lake City, Utah            | 27.120     | Delta                       |
| 10   | Houston–Intercontinental, Texas | 14.870     | United                      |

## Zwischenfälle
- Am 23. Oktober 1942 wurde eine Douglas DC-3-178 der US-amerikanischen American Airlines (Luftfahrzeugkennzeichen NC16017) in ihrer Reiseflughöhe von 9000 Fuß (2700 Meter) durch den Kommandanten eines leichten Bombers des Typs Lockheed Ventura der USAAF (41-38116) mehrfach scharf angeflogen, überholt und gekreuzt, um die Aufmerksamkeit des Ersten Offiziers der DC-3, eines Freundes, zu erregen. Schließlich rammte er die DC-3 und brachte sie damit zum Absturz, 5 Kilometer nördlich des Flughafens Palm Springs. Die B-34 landete sicher auf dem Flughafen Palm Springs. Als Ursache wurde festgestellt: „Rücksichtsloses und unverantwortliches Verhalten von Leutnant [Name] beim absichtlichen Manövrieren eines Bombers in gefährlicher Nähe zu einem Verkehrsflugzeug, in dem ungerechtfertigten Versuch, die Aufmerksamkeit des Ersten Offiziers des letzteren Flugzeugs auf sich zu ziehen.“ Alle 12 Insassen der DC-3 wurden getötet, drei Besatzungsmitglieder und 9 Passagiere (siehe auch American-Airlines-Trip 28).[7]

- Am 13. Februar 1958 verlor eine Convair CV-240-1 der US-amerikanischen Western Airlines (N8405H) nach dem Start vom Flughafen Palm Springs die vordere Beplankung der rechten Tragfläche. Unter größten Steuerschwierigkeiten und mit Vollgas gelang es, halbwegs die Kontrolle über das Flugzeug wieder zu erlangen. Es ließ sich jedoch nicht vermeiden, 6,5 Kilometer nordnordwestlich des Startflughafens eine Bruchlandung mit mehr als 200 Knoten (370 km/h) im rauen Gelände durchzuführen. Obwohl sofort ein starkes Feuer ausbrach, überlebten alle 21 Insassen den Unfall, drei Besatzungsmitglieder und 18 Passagiere, alle jedoch verletzt. Die Ursache für den Kontrollverlust waren die Fehler eines Mechanikers bei einer größeren Wartung, die gesamte Flügelvorderkante ordentlich zu befestigen.[8]

- Am 14. November 1965 stürzte ein Learjet 23 (N243F), den der Paul Kelly Flying Service von der Flying Tiger Line geleast hatte, kurz nach einem nächtlichen Start vom Palm Springs Municipal Airport ab. Dabei kamen alle acht Personen an Bord ums Leben.[9]

- Am 6. Januar 1977 flog ein Learjet 24B (N12MK) der Jet Avia kurz nach dem Start vom Palm Springs Municipal Airport in einen Berg. Dabei kamen alle sechs Personen an Bord ums Leben.[10]